# Clinton (hrabstwo Kennebec)
Clinton – jednostka osadnicza w Stanach Zjednoczonych, w stanie Maine, w hrabstwie Kennebec.